# Kadochkino
Kadochkino (en russe : Кадошкино, en mokcha : Кадаж, (Kadaj)) est une commune urbaine de la république de Mordovie, en Russie, et le centre administratif du raïon de Kadochkino. Sa population s'élève à 4 307 habitants en 2017.

## Géographie
La commune est située à une cinquantaine de kilomètres à vol d'oiseau au sud-ouest de la capitale de la république, Saransk. Elle est située non loin de la source de la Sivine, un affluent droit de la Mokcha.
Kadochkino est le centre administratif du raïon de Kadochkino et le siège de la municipalité de la communauté urbaine de Kadochkino, qui comprend également les villages de Goristovka (5 km à l'est), Partsy (14 km au nord-est) et Vyssokaïa (10 km au nord-est) ainsi que les localités de Khovane (3 km au sud-est) et Vinokourovski (7 km au nord-est).

## Histoire
Le village a été fondé en 1893 lors de la construction de la ligne ferroviaire Riazan - Kazan/Syzran autour d'une gare construite à cet endroit.
En 1935, Kadochkino est devenu le centre administratif d'un raïon nouvellement formé qui porte son nom. Celui-ci est dissous en 1963 ; Kadochkino perd son rôle administratif et fait partie du raïon d'Insar (dont le siège se trouve dans la petite ville d'Insar, située à un peu moins de 20 km au sud), mais en 1968, elle reçoit le statut de commune de type urbain.
Le 27 mai 1991, le raïon a été restauré avec son siège à Kadochkino. 